# ریچارد استوری
ریچارد استوری (انگلیسی: Richard Storry; ۱۷ ژانویهٔ ۱۹۱۳ – ۱۹ فوریهٔ ۱۹۸۲) یک ژاپن‌شناس اهل بریتانیا بود.